# A Conspiracy of Faith - Il messaggio nella bottiglia
A Conspiracy of Faith - Il messaggio nella bottiglia (Flaskepost fra P) è un film del 2016 diretto da Hans Petter Molan.
Terzo capitolo della serie cinematografica tratta dai romanzi della Sezione Q di Jussi Adler-Olsen, la pellicola è l'adattamento cinematografico del romanzo Il messaggio nella bottiglia ed è il sequel di The Absent One - Battuta di caccia (2014).

## Trama
Carl Mørck si ritrova a dover far luce sullo strano caso di un messaggio in una bottiglia a lungo dimenticato in una stazione di polizia della Scozia. La prima parola del messaggio è "aiuto", scritta in danese con il sangue. Mørck e la sua squadra scoprono che proveniva da due fratelli, tenuti prigionieri in una darsena in riva al mare. Individuare chi siano i due, capire perché nessuno ne ha denunciato la scomparsa e scoprire se siano ancora vivi diventeranno i principali obiettivi di Mørck.

## Accoglienza
L'aggregatore di recensioni Rotten Tomatoes riporta il 100% di recensioni positive, con un punteggio medio di 7 su 10 basato sul parere di sei critici.